# ایگور چوگاینوف
ایگور چوگاینوف (روسی: Игорь Валерьевич Чугайнов؛ زادهٔ ۶ آوریل ۱۹۷۰) یک بازیکن بازنشسته مربی کنونی فوتبال اهل روسیه است. از باشگاه‌هایی که در آن بازی کرده‌است می‌توان به لوکوموتیو مسکو اشاره کرد. در حال حاضر چوگاینوف هدایت باشگاه فوتبال سوکول ساراتوف در لیگ دوم فوتبال روسیه را بر عهده دارد.
وی همچنین در تیم ملی فوتبال روسیه بازی کرده، و عضو این تیم در جام جهانی فوتبال ۲۰۰۲ بوده است.